# Cantón de Valdoie
El cantón de Valdoie (en francés canton de Valdoie) es una división administrativa francesa situada en el departamento del Territorio de Belfort, de la región de Borgoña-Franco Condado. La cabecera (bureau centralisateur en francés) está en Valdoie.

## Historia
Fue creado en 1967. Al aplicar el decreto nº 2014-155 del 13 de febrero de 2014 sufrió una redistribución comunal con cambios en los límites territoriales.

## Comunas
- Denney
- Éloie
- Évette-Salbert
- Offemont
- Roppe
- Sermamagny
- Valdoie
- Vétrigne